# 바우테르송 시우바
바우테르송 시우바(포르투갈어: Walterson Silva, 1994년 12월 28일~)는 브라질의 축구 선수이다.

## 참고 문헌
- “수원 FC - 선수 소개”. 수원시민프로축구단.